# Jorge Reyes (cineasta)
Jorge Reyes Ramos (Lima, 1938 - París, 2020) fue un cineasta peruano radicado en Francia. Dirigió 24 películas y documentales entre los que está La familia Orozco, la primera película peruana en presentarse en el Festival de Cine de Cannes.

## Biografía
Jorge Reyes nació en Barrios Altos y se educó en Europa, donde se formó como socialista con los textos de José Carlos Mariátegui y César Vallejo. Participó en el movimiento estudiantil de Mayo de 1968 en Francia e hizo sus primeros documentales en Chile durante el gobierno de Salvador Allende. Luego del golpe de estado a Allende, Reyes se refugió en la embajada de Argentina, país a donde migró antes de ir a Nueva York donde realizó el montaje del documental Avenida de las Américas, cuyo guion estuvo a cargo de su amigo desaparecido Charles Horman.
Tras oír sobre la lucha por la jornada de ocho horas en el Perú contadas por César Lévano, Reyes realizó la película La familia Orozco, la cual se estrenó en Cannes pero que fue abruptamente censurada tras permanecer dos semanas en cartelera en Perú. Además, Reyes llegó a entrevistar a Fidel Castro y Anna Chiappe.

## Filmografía
Cortometrajes
- L'Appel (1967)
- Non comments (1970)
- Jacinta Orochi (1976)

Documentales
- Una vez una esperanza atravesó los campos y las ciudades (1971)
- Campesino
- Avenida de las Americas (1973)
- The pioneers (1974)
- Teatro de la calle (1975)
- Tiempos
- Todo arte o voz genial...
- Felipe de los pobres (1977)

Largometrajes
- La familia Orozco (1982)

Televisión
- Neanderthal (1986)
- Balthazar (1987)
- Juzgado de instrucción (1987)
- Javier Pérez de Cuellar
- The trial (miniserie en 4 partes; 1988)
- Nazca, the mistery (miniserie en 4 partes; 1989)